# Estación Everett
La Estación Everett es una estación de trenes Amtrak que sirve a la ciudad de Everett, Washington. La estación ha proveído servicio a las rutas de las Cascades y Empire Builder desde su apertura en 2002, reemplazando a la antigua estación de Port of Everett. El edificio de 4 pisos alberga un servicio de programa especial y es el centro de un complejo de 10 acres (4 ha) que incluye grandes espacios de estacionamiento Community Transit, Everett Transit y Sound Transit Express. La estación opera como la terminal norte de la Línea Sounder North desde 2003 y de Swift Bus Rapid Transit desde 2009. Consiste de dos plataformas laterales, una para Amtrak y la otra para Sounder. 

## Descripción
La estación Estación Everett cuenta con 1 plataforma central y 2 laterales y 3 vías.

## Conexiones
La estación es abastecida por las siguientes conexiones de autobuses: 
- Amtrak Thruway Motorcoach, Greyhound Lines, Northwestern Trailways, ST Express, Community Transit, Everett Transit, Skagit Transit